# Флаг Барнаула
Флаг городского округа «Город Барнаул» — опознавательно-правовой знак, в котором символически отражено географическое, природное, экономическое своеобразие города Барнаула Алтайского края Российской Федерации, составленный и употребляемый в соответствии с федеральным законодательством и правилами вексиллологии.

## Описание
«Прямоугольное двухстороннее полотнище с отношением ширины к длине 2:3, воспроизводящее фигуры из герба города Барнаула, выполненные голубым, зелёным, красным и белым цветом. Флаг города Барнаула составлен на основе герба Барнаула и повторяет его символику. Ширина зелёной полосы - 1/6 к ширине полотнища».

## Символика
Голубой цвет символизирует реку Обь, красоту и величие города.
На гербе: в лазуревом поле среди горных пород — дымящаяся печь; на зелёной земле, поросшей пучками травы, стоят серебряные кони, у обоих копыта золотые. Они символизируют «основной тягловой и транспортной силы в горной промышленности и сельском хозяйстве округа». Печь — символ сереброплавильного производства.